# Praecitrullus fistulosus
Praecitrullus fistulosus là một loài thực vật có hoa trong họ Cucurbitaceae. Loài này được (Stocks) Pangalo miêu tả khoa học đầu tiên năm 1944.